# Wu Zhen
El Segundo por edad de los cuatro Grandes Maestros, Wu Zhen (1280-1354) paso toda su vida en el sur de China. Durante unos años fue vecino del popular Sheng Mou. Se cuenta que su mujer se burló de él un día por no alcanzar tanto éxito como su vecino, pero que él respondió simplemente: " No será igual dentro de 20 años". Y en verdad Sheng Mou no fue nunca tan popular como durante su vida, mientras que Wu Zhen, frío, tranquilo, modesto, fue poco a poco ganando para sus paisajes la admiración que merecían. En su rollo manuable que pinta unos pescadores, Wu Zhen no intenta pintar la vida muy alejada de lo ideal de quienes viven de la pesca, sino sugerir la paz y el contorno del erudito que deja el "mundanal ruido" para comulgar con la naturaleza. Los suaves tonos de la tinta, la atmósfera blanda y luminosa, incluso los perfiles como olas de los montes, todo sugiere esa tranquilidad suprema en la que los pensamientos del filósofo y las ideas del poeta asoman a la faz de la mente.

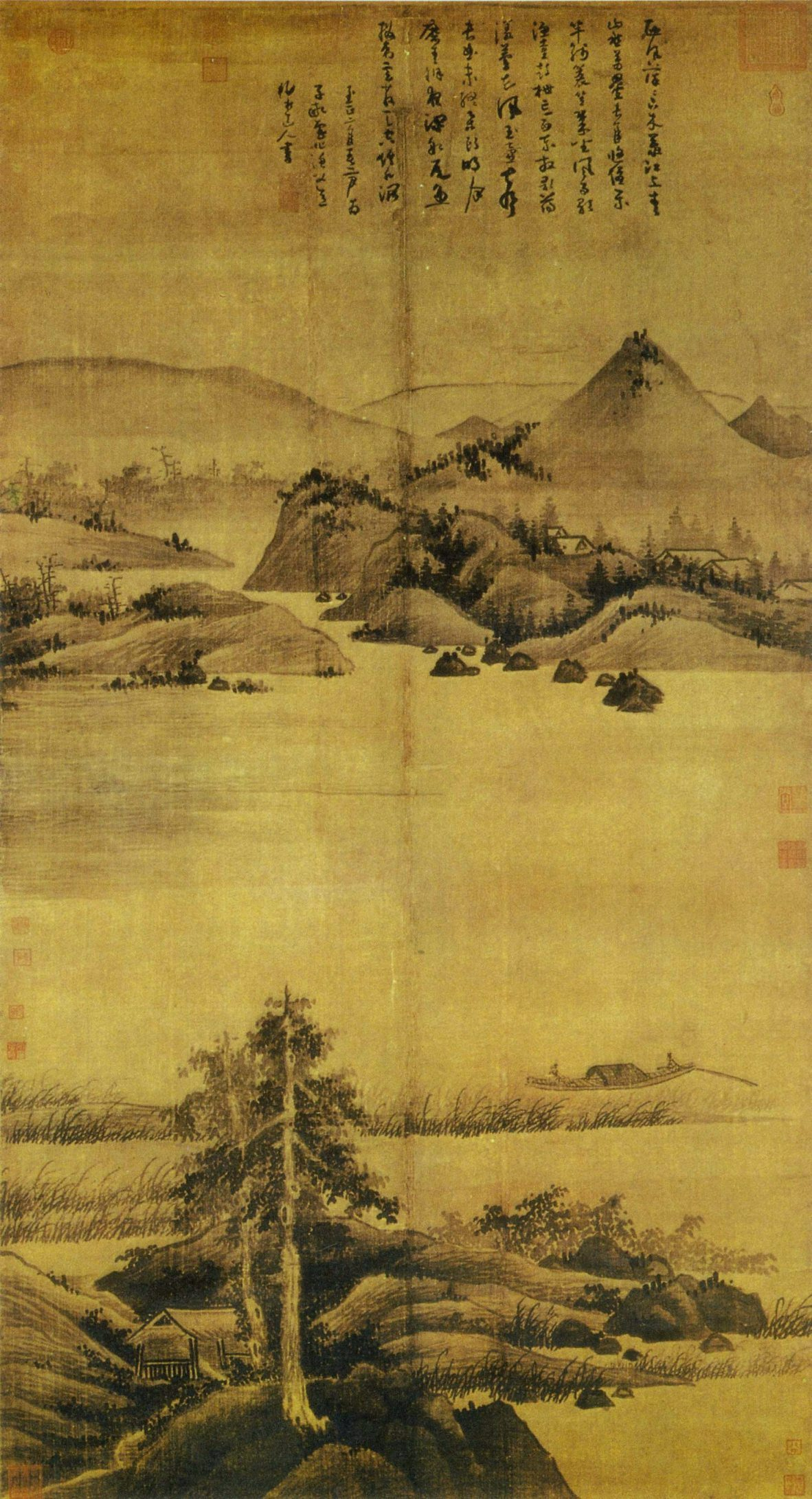
Wu Zhen. Fisherman. 176,1x95,6 cm. 1342.National palace Museum, Taipéi.

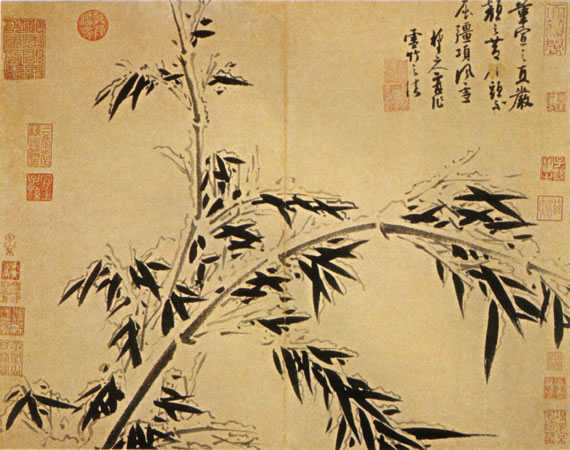
Wu Zhen 1280-1354 Winter Bamboo